# François d'Hillaire de Chamvert
François d’Hillaire de Chamvert, né le 17 juin 1731 à Les Vans (Ardèche), mort le 4 octobre 1807, est un général de brigade de la Révolution française.

## États de service
Il entre en service en 1747, comme volontaire dans le régiment de Condé.
Il est promu général de brigade le 1er février 1793, à l’armée d’Italie. En février 1794, il prend le commandement de Villefranche-sur-Mer.
Il est admis à la retraite le 16 mars 1796.

## Sources
- (en) « Generals Who Served in the French Army during the Period 1789 - 1814: Eberle to Exelmans »
- (pl) « Napoléon.org.pl »
- Docteur Robinet, Jean-François Eugène et J. Le Chapelain, Dictionnaire historique et biographique de la révolution et de l'empire, 1789-1815, Librairie Historique de la révolution et de l’empire, 900 p. (lire en ligne), p. 374.
- Côte S.H.A.T.: 8 YD 28